# Nader Sah

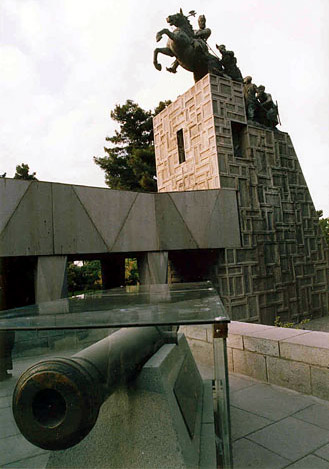
Tumba de Nader Sah en Machad Irán.

Nader Sah (en persa: نادر شاه‎) (su verdadero nombre era Nader Qoli Beig) (22 de octubre de 1688 - junio de 1747) fue un sah de Persia, fundador de la dinastía afsárida que reinó desde 1736 hasta su muerte en 1747, cuando fue asesinado durante una rebelión. Emprendió numerosas campañas por Oriente Próximo, el Cáucaso, Asia Central y Asia Meridional, como las batallas de Herat (1729), de Mihmandust (1729), de Murche-Khort (1729), Kirkuk (1733), de Yeghevārd (1735), del paso de Khyber (1738), de Karnal (1739) y de Kars (1745). Debido a su genio militar, algunos historiadores lo han descrito como el Napoleón de Persia, la Espada de Persia o el Segundo Alejandro. Nader pertenecía a los turcomanos afsharíes, una de las siete tribus qizilbash que ayudaron a la dinastía safávida a establecer su poder en Irán.
Nader subió al poder durante un periodo de caos en Irán después de que una rebelión de los afganos hotaki derrocara al débil sha Husséin de Persia (r. 1694-1722), mientras que los archienemigos de los safávidas, los otomanos, así como los rusos, se habían apoderado de territorio iraní. Nader reunificó el reino iraní y expulsó a los invasores. Se hizo tan poderoso que decidió deponer a los últimos miembros de la dinastía safávida, que había gobernado Irán durante más de 200 años, y convertirse él mismo en sah en 1736. Sus numerosas campañas crearon un gran imperio que, en su máxima extensión, abarcó brevemente áreas que hoy forman parte o incluyen Afganistán, Armenia, Azerbaiyán, Baréin, Georgia, India, Irán, Irak, Turquía, Turkmenistán, Omán, Pakistán, Uzbekistán, el Cáucaso Norte y el Golfo Pérsico, si bien sus gastos militares tuvieron un efecto ruinoso en la economía iraní.
Nader idolatraba a Gengis Kan y a Tamerlán, los previos conquistadores de Asia Central, e imitó de ambos su destreza militar y, particularmente al final de su reino, su crueldad. Sus victorias durante sus campañas lo convirtieron brevemente en el soberano más poderoso de Asia Occidental, gobernando sobre lo que fue, de manera discutible, el imperio más poderoso del mundo.: 84  Tras su asesinato en 1747, su imperio se desintegró rápidamente e Irán entró en una guerra civil. Su nieto Shahroj Sha fue el último de su dinastía en gobernar, siendo derrocado en últimas en 1796 por Aga Muhammad Khan Qajar, quien se coronó como sha el mismo año.
Nader Sah ha sido descrito como «el último gran conquistador militar asiático».

## Primeros años
Nader Sah nació en Kobhān en el clan Kiriklu de la tribu Afshar, una tribu seminómada Qizilbash que se estableció en los valles del norte de Jorasán, entonces una provincia en el noreste del Imperio persa. Su padre, Emam Qoli, era un pastor.
A la edad de 13 años, su padre murió y Nader tuvo que vivir una infancia de privaciones junto a su madre. No tenía otra fuente de ingresos más que los palos que recogía para leña, que transportaba al mercado. Muchos años después, cuando regresaba triunfante de su conquista de Delhi, llevó al ejército a su lugar de nacimiento y pronunció un discurso ante sus generales sobre sus primeros años de privación. Les dijo: «Ahora ven a qué altura ha complacido que el Todopoderoso me exalte, por lo tanto, aprendan a no despreciar a los hombres de bajo rango». Las primeras experiencias de Nader, sin embargo, no le hicieron particularmente compasivo con los pobres. A lo largo de su carrera, solo estuvo interesado en su propio ascenso. En 1704, cuando tenía alrededor de 17 años, una banda de merodeadores uzbekos invadió la provincia de Jorasán y Nader y su madre fueron llevados como esclavos. Su madre murió en cautiverio. De alguna manera, Nader logró escapar y regresó a la provincia de Jorasán en 1708, poniéndose al servicio de un cacique Afshar, ascendiendo rápidamente; pero finalmente su ambición lo hizo caer en desgracia. Se convirtió en un rebelde y reunió una banda de ladrones, mostrando elevadas dotes de liderazgo.

## Caída de la dinastía safávida
Nader ascendió durante los últimos años de la dinastía safávida que gobernaba Persia desde 1502. En su apogeo, bajo figuras como Abbás el Grande, Persia había sido un poderoso imperio, pero a principios del siglo XVIII el imperio estaba en declive y el sah reinante, Husséin I, era un gobernante débil. Cuando el sultán Husséin intentó sofocar una rebelión de los afganos Ghilzai en Kandahar, el gobernador que envió (Gurgin Khan) fue asesinado. Bajo su líder Mahmud Hotaki, los rebeldes afganos se movieron hacia el oeste contra el mismo sah y en 1722 derrotaron a su ejército en la batalla de Gulnabad sitiando luego la capital, Isfahán. Ante la imposibilidad de reunir una fuerza de socorro o escapar de la ciudad y asimismo la inanición y la enfermedad obligaron al Shah a rendirse y abdicar en Mahmud el 23 de octubre. El hijo del sultán Husséin se había declarado sah con el nombre de Tahmasp II, pero encontró poco apoyo y huyó a la tribu Qajar, que se ofreció a respaldarlo. Mientras tanto, los rivales vecinos de Persia, los otomanos y los rusos, aprovecharon el caos en el país para apoderarse y dividirse el territorio. En 1722, Rusia, dirigida por Pedro el Grande ayudada por algunos de los regentes caucásicos más notables del Imperio safávida, como Vakhtang VI, lanzó la Guerra ruso-persa (1722-1723) en la que capturó franjas del territorio de Persia en el Cáucaso septentrional, el Cáucaso Meridional, así como en el norte de Persia continental. Esto incluía principalmente, las regiones de Daguestán (incluida su ciudad principal de Derbent), Bakú, Gilan, Mazandaran y Astrabad. Las regiones al oeste, principalmente los territorios iraníes en Georgia, Azerbaiyán iraní y Armenia fueron tomadas por los otomanos. Las posesiones rusas y turcas recientemente anexionadas fueron confirmadas y divididas entre sí en el Tratado de Constantinopla (1724).

## Caída de la dinastía Hotaki

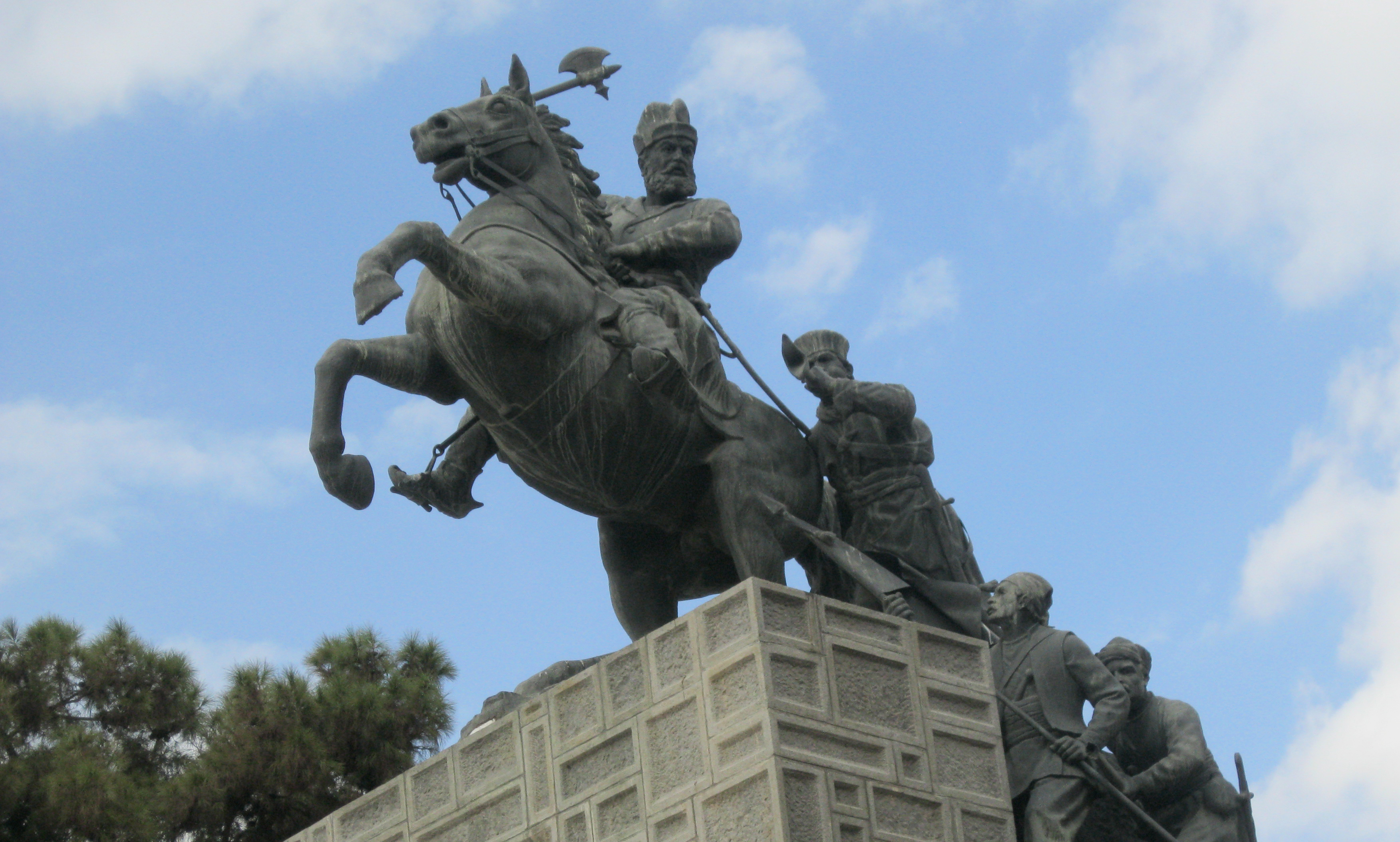
Estatua de Nader Sah en el Museo Naderi

En 1726 Tahmasp y el líder de los Qajar Fath Ali Khan (antepasado de Aga Muhammad Khan) contactaron a Nader y le pidieron que se uniera a su causa y expulsara a los afganos Ghilzai de Jorasán. Él estuvo de acuerdo y así se convirtió en una figura de importancia nacional. Cuando Nader descubrió que Fath Ali Khan mantenía comunicación epistolar con Malek Mahmud y se lo reveló al sah, Tahmasp lo ejecutó e hizo de Nader el jefe de su ejército. Posteriormente asumió el título de Tahmasp Qoli (Sirviente de Tahmasp). A finales de este año, recapturó Mashhad.
No obstante eligió no marchar directamente sobre Isfahán. En primer lugar en mayo de 1729, derrotó a los afganos Abdali cerca de Herat. Muchos de ellos se unieron posteriormente a su ejército. El nuevo sah de los afganos Ghilzai, Ashraf, decidió moverse contra Nader, pero en septiembre de 1729, este lo derrotó en la Batalla de Damghan y nuevamente decisivamente en noviembre en Murchakhort, expulsando a los afganos del territorio persa. Ashraf huyó y Nader finalmente entró en Isfahán y se la entregó a Tahmasp en diciembre. El regocijo de los ciudadanos se truncó cuando Nader los saqueó para pagarle a su ejército. Tahmasp convirtió entonces a Nader en gobernador de su nativa Jorasán, y lo casó con su hermana. Nader persiguió y derrotó a Ashraf, quien fue asesinado por sus propios seguidores.

## Primera campaña otomana y la recuperación del Cáucaso

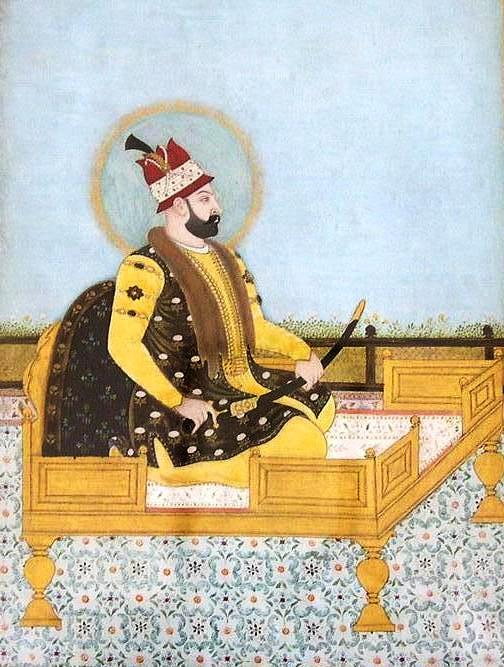
Pintura de Nader Sah

En la primavera de 1730, Nader atacó a los otomanos y recuperó la mayor parte del territorio perdido durante el colapso del Imperio safávida en los últimos años de la anterior década. Al mismo tiempo los afganos abdali, que habían sido sometidos en una campaña anterior se rebelaron y asediaron Mashhad, forzando a Nader a suspender su campaña y acudir a salvar a su hermano Ebrahim, atrapado en la ciudad. Le supuso catorce meses el vencer a los abdali, que opusieron una fiera resistencia.
Mientras Nader estaba ausente en el este, Tahmasp lanzó una irreflexiva campaña para recapturar Ereván. Sería derrotado por los otomanos, perdiendo todo lo que Nader había recuperado el año anterior, firmando un ignominioso tratado por el cual cedía Georgia y Armenia a cambio de Tabriz. Enfurecido, Nader depuso a Tahmasp en 1732 e instaló a su pequeño hijo (apenas un bebe), Abbás III (1732-1740), en el trono, nombrándose a sí mismo regente.
Nader decidió que, mientras continuaba la guerra, podría recuperar el territorio de Armenia y Georgia si capturaba Bagdad y la ofrecía a cambio de las provincias perdidas, pero su plan fracasaría al ser derrotado su ejército por el general otomano Topal Osmán Paşa cerca de la ciudad en 1733. Nader resolvió recuperar la iniciativa tan pronto como fuera posible para garantizar su posición, al haber ya estallado revueltas en Persia. Se enfrentó nuevamente a Topal con un ejército más grande, derrotándole y matándole. Seguidamente asedió Ganyá en las provincias del norte, aliándose con el Imperio ruso por el tratado de Ganyá, firmado en marzo de 1735, por este los rusos se comprometían a retirar sus tropas del territorio persa, tal como habían convenido en el anterior tratado de Resht. Poco después comenzaría la guerra ruso-turca de 1735-1739. Nader obtendría así una victoria sobre las tropas otomanas, superiores en número, en Yeghvard, recuperando Armenia y Georgia para verano de 1735.

## Nader se convierte en rey
En enero de 1736, Nader convocó un Kurultai (una gran asamblea de jefes tribales, mandos militares, nobles y religiosos en la tradición de Genghis Khan y Timur) en las llanuras de Mugán; esta fue elegida específicamente por su tamaño y "abundancia de forraje" para los caballos; para debatir un tema fundamental para el futuro de Persia: convertir a Nader en su rey, en vez de esperar a que Abbás creciera.
Entre los entusiastas y los temerosos de negarse, la propuesta recibió apoyo masivo y fue aprobada, de manera que Nader pasó a ser coronado sah dos meses después. Los astrólogos auguraron la entrada en un período brillante y no se equivocaron porque empezó una etapa expansionista y conquistadora.

## Política religiosa

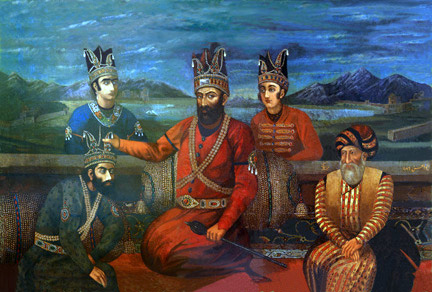
Nader Sah y dos de sus hijos

Los safávidas habían introducido el Islam chiita como religión estatal de Irán. Probablemente, Nader fue criado como chií, pero más tarde se adhirió a la fe sunita cuando ganó poder y comenzó a presionar al Imperio otomano. Creía que el chiismo safávida había intensificado el conflicto con el Imperio otomano suní. Su ejército era una mezcla de chiíes y suníes (con una minoría notable de cristianos) e incluía a sus propios Qizilbash, así como a uzbekos, afganos, georgianos y armenios, entre otros. Quería que Persia adoptara una forma de religión que fuera más aceptable para los sunitas y sugirió que adoptara una forma de chiismo que él llamó "Ŷa'fari", en honor al sexto imán chiita, Ŷa'far al-Sadiq. Él prohibió ciertas prácticas Shi'a que eran particularmente ofensivas para los sunitas, como la maldición de los primeros tres califas. Personalmente, se dice que Nader fue indiferente hacia la religión y el jesuita francés que se desempeñó como su médico personal informó que era difícil saber qué religión seguía y que muchos de los que lo conocieron mejor dijeron que no tenía ninguna. Nader esperaba que el "Ya'farismo" fuera aceptado como una quinta escuela (mazhab) del Islam sunita y que los otomanos permitirían a sus adherentes ir al Hach, o peregrinación, a La Meca, que estaba dentro de su territorio. En las negociaciones de paz subsiguientes, los otomanos se negaron a reconocer al Yafarismo como un quinto mazhab, pero sí permitieron que los peregrinos persas fueran al Hach. Nader estaba interesado en obtener los derechos de los persas para ir al Hajj en parte debido a los ingresos del comercio de peregrinación. El otro objetivo principal de Nader en sus reformas religiosas fue debilitar aún más a los safávidas ya que el islam chiita siempre había sido un elemento importante en apoyo de la dinastía. Hizo estrangular al principal mulá de Persia después de que se lo escuchara expresando su apoyo a los safávidas. Entre sus reformas estaba la introducción de lo que se conoció como el kolah-e Naderi. Este era un sombrero con cuatro picos que simbolizaban los primeros cuatro califas.
En 1741, ocho mulás musulmanes, tres sacerdotes europeos y cinco armenios tradujeron el Corán y los Evangelios. La comisión fue supervisada por Mīrzā Moḥammad Mahdī Khan Monšī, el historiógrafo de la corte y autor de Tarikh-e-Jahangoshay-e-Naderi (Historia de las guerras de Nadir Shah). Las traducciones finales se presentaron a Nāder Shah en Qazvīn en junio de 1741, quien, sin embargo, no quedó impresionado.

## Invasión del Imperio mogol

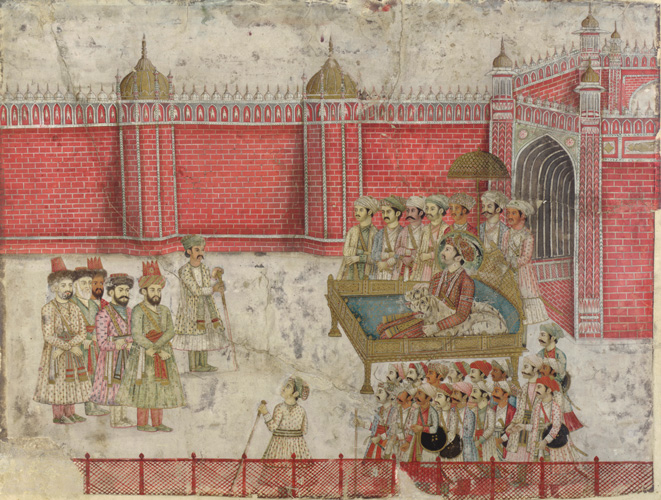
Las fuerzas afsáridas negocian con un Nawab Mogol.

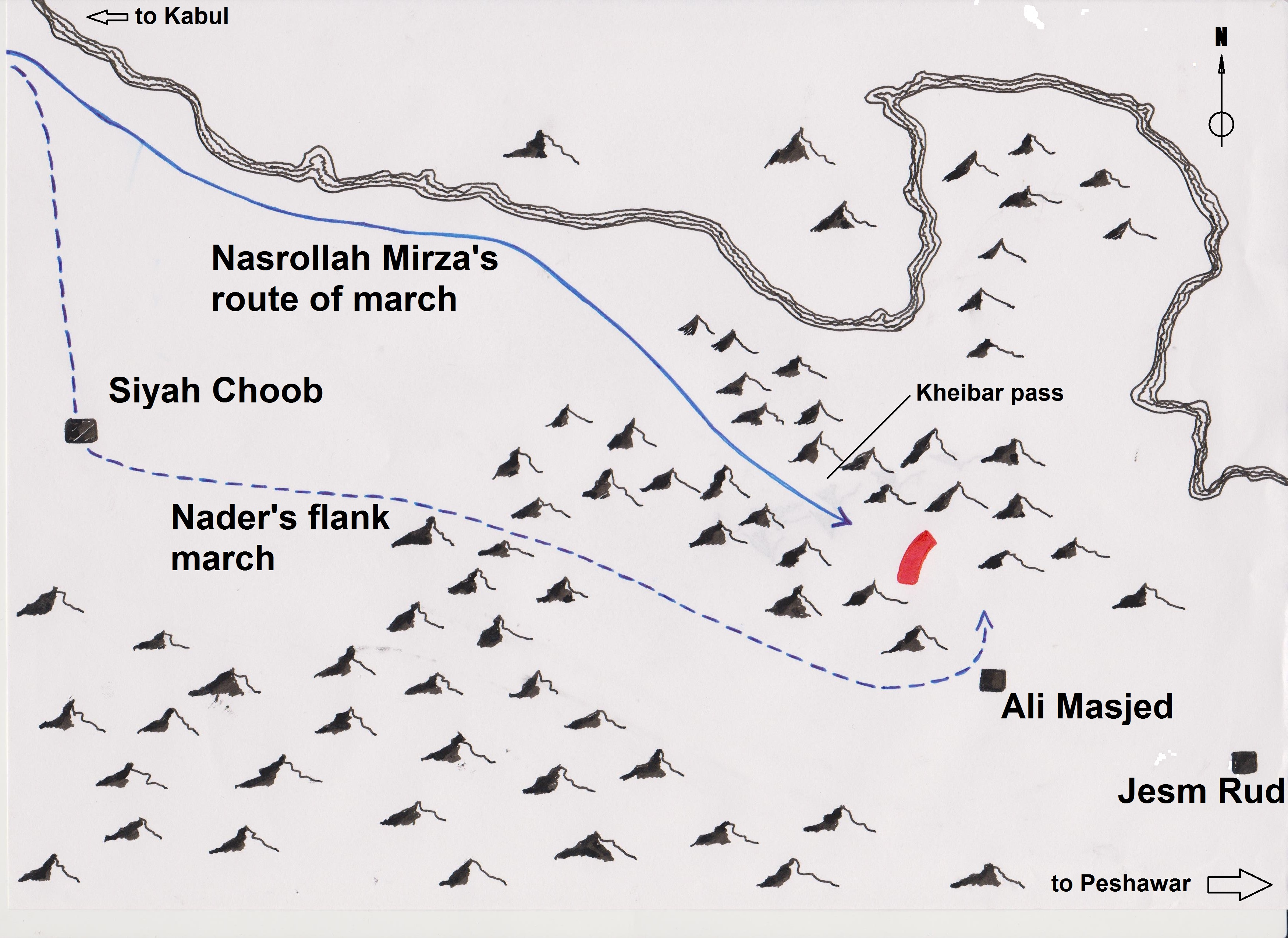
La marcha de flanco del ejército de Nader en la Batalla del paso Khyber ha sido considerada una "obra maestra militar" por el general e historiador ruso Kishmishev

En 1738, Nader Sah conquista y destruye Kandahar, último puesto avanzado de la dinastía Hotaki construyendo una nueva ciudad cerca de esta, a la que llamó "Naderabad". Con el fin de la amenaza afgana sus vistas ahora se volcaron al rico Imperio mogol con capital en Delhi. Este otrora poderoso estado musulmán del este se derrumbaba a medida que los nobles se volvían cada vez más desobedientes y los opositores locales como los sikhs y los marathas hindúes se expandían sobre su territorio. Su gobernante Muhammad Shah era impotente para revertir esta desintegración. Usando el pretexto de que sus enemigos afganos se refugiaron en la India, cruzó la frontera e invadió el imperio oriental militarmente débil pero todavía extremadamente rico, y en una brillante campaña contra el gobernador de Peshawar tomó un pequeño contingente de sus fuerzas realizó una desalentadora marcha de flanqueo a través de pasos de montaña casi intransitables y toma por sorpresa a las fuerzas enemigas ubicadas en la desembocadura del paso de Khyber, golpeándolas por completo a pesar de ser superadas en número dos a uno. Esto condujo a la captura de Ghazni, Kabul, Peshawar, Sindh y Lahore. Cuando se trasladó a los territorios mogoles, fue acompañado lealmente por su súbdito georgiano y futuro rey del este de Georgia, Erekle II, quien dirigió un contingente georgiano como comandante militar como parte de la fuerza de Nader. Después de la derrota de las fuerzas mogolas, avanzó más hacia el interior de la India, cruzando el río Indo antes de fin de año. La noticia de los rápidos y decisivos éxitos del ejército persa contra los estados vasallos del norte del Imperio mogol causó mucha consternación en Delhi, lo que provocó que el gobernante mogol, Muhammad Shah, reclutara un ejército de unos 300,000 hombres y marchara para enfrentarse a Nader Sah.

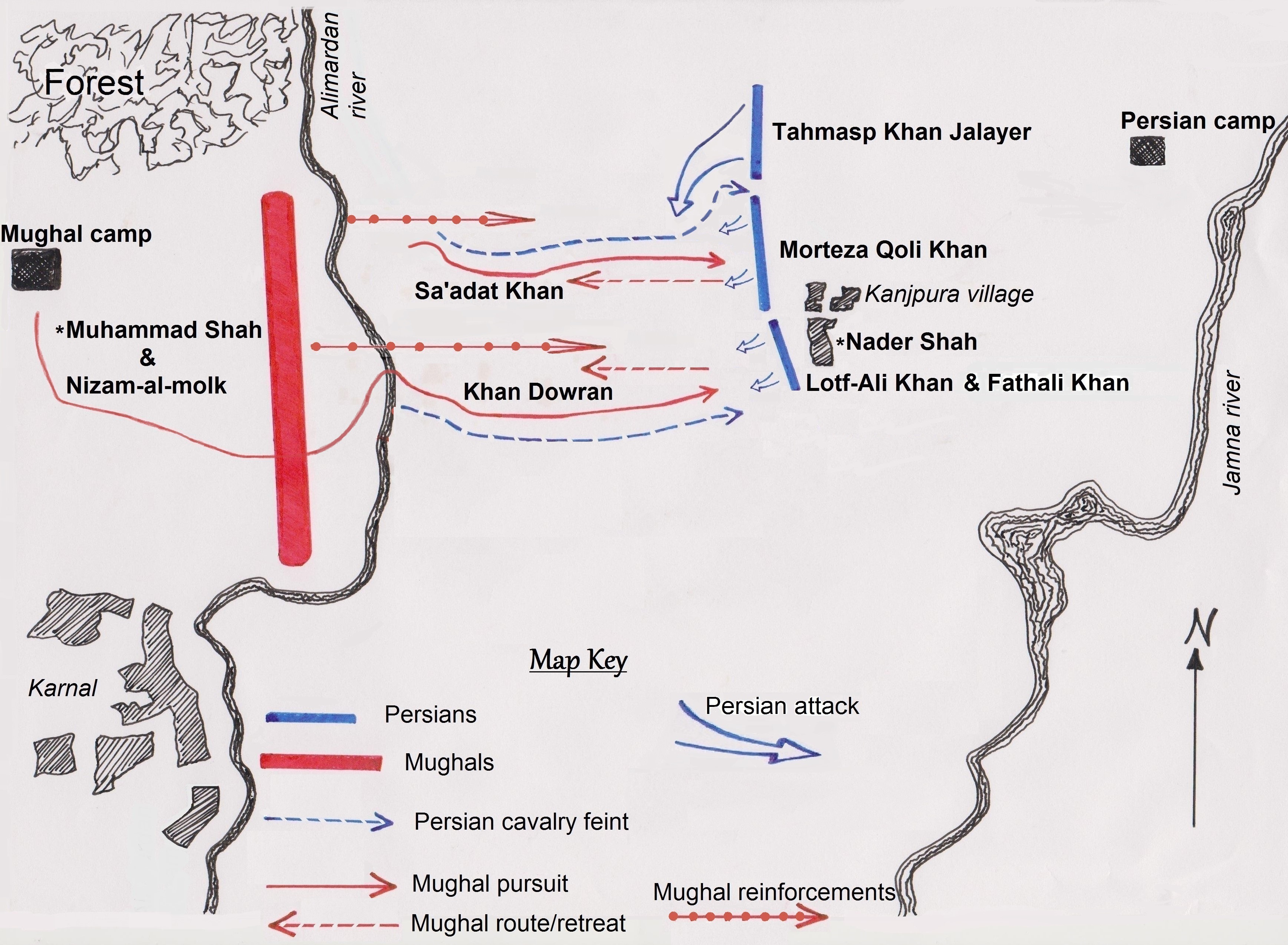
En la batalla de Karnal, Nader aplastó a un enorme ejército mogol seis veces mayor que el suyo

A pesar de ser superados en número seis a uno, Nader aplasta al ejército mogol en menos de tres horas en la gran batalla de Karnal el 13 de febrero de 1739. Después de esta espectacular victoria, Nader capturó a Mohammad Shah y entró en Delhi. Cuando surgió el rumor de que Nader había sido asesinado, algunos de los indios atacaron y mataron a las tropas persas. Nader, furioso, reaccionó ordenando a sus soldados saquear la ciudad. Durante el transcurso de un día (22 de marzo) 20,000 a 30,000 indios fueron asesinados por las tropas persas, lo que obligó a Mohammad Shah a pedirle misericordia a Nader.
En respuesta, Nader Sah aceptó retirarse, pero Mohammad Shah pagó la consecuencia al entregar las llaves de su tesoro real, y perdió incluso el legendario trono del pavo real ante el emperador persa. El trono del pavo real, a partir de entonces, sirvió como un símbolo del poder imperial persa. Se estima que Nader se llevó consigo tesoros que valían cerca de setecientos millones de rupias. Entre un tesoro de otras joyas fabulosas, Nader se llevó los diamantes Koh-i-Noor (que significa "Montaña de Luz" en persa) y Darya-ye Noor (que significa "mar de luz"). Las tropas persas salieron de Delhi a principios de mayo de 1739, pero antes de irse cedieron a Muhammad Shah todos los territorios al este del Indo que habían invadido. Los soldados de Nader también se llevaron consigo miles de elefantes, caballos y camellos, cargados con el botín que habían recogido. El botín tomado de la India fue tanto que Nader no cobro impuestos en Irán por un período de tres años después de su regreso. Muchos historiadores creen que atacó al Imperio mogol para, tal vez, darle un respiro a su país después de las turbulencias anteriores. Su exitosa campaña y la reposición de fondos significaron que podía continuar sus guerras contra el archirrival vecino de Irán, el Imperio otomano, así como las campañas en el Cáucaso Norte. Nader también aseguró a una de las hijas del emperador mogol, Jahan Afruz Banu Begum, como novia para su hijo más joven.

## Norte del Cáucaso, Asia Central, Arabia y la segunda guerra otomana
La campaña india fue el cenit de la carrera de Nader. Luego se volvió cada vez más despótico ya que su salud disminuyó notablemente. Nader había dejado a su hijo Reza Qoli Mirza como regente de Persia en su ausencia. Reza se había comportado de manera altanera y algo cruel, pero había mantenido la paz. Habiendo escuchado rumores de que su padre había muerto, se había preparado para asumir la corona. A esto se incluye el asesinato del antiguo sah Tahmasp y de su familia, incluido Abbás III, de nueve años. Al escuchar las noticias, la esposa de Reza, que era la hermana de Tahmasp, se suicidó. Nader no estaba impresionado con el descarrío de su hijo y lo reprendió, pero lo llevó a su expedición para conquistar territorio en Transoxiana. En 1740 conquistó el Kanato de Jiva. Después de someter el Kanato de Bujará, Nader quiso que Reza se casara con la hija mayor del kan porque ella era descendiente de su héroe Genghis Khan, pero se negó rotundamente y Nader se casó con la joven.

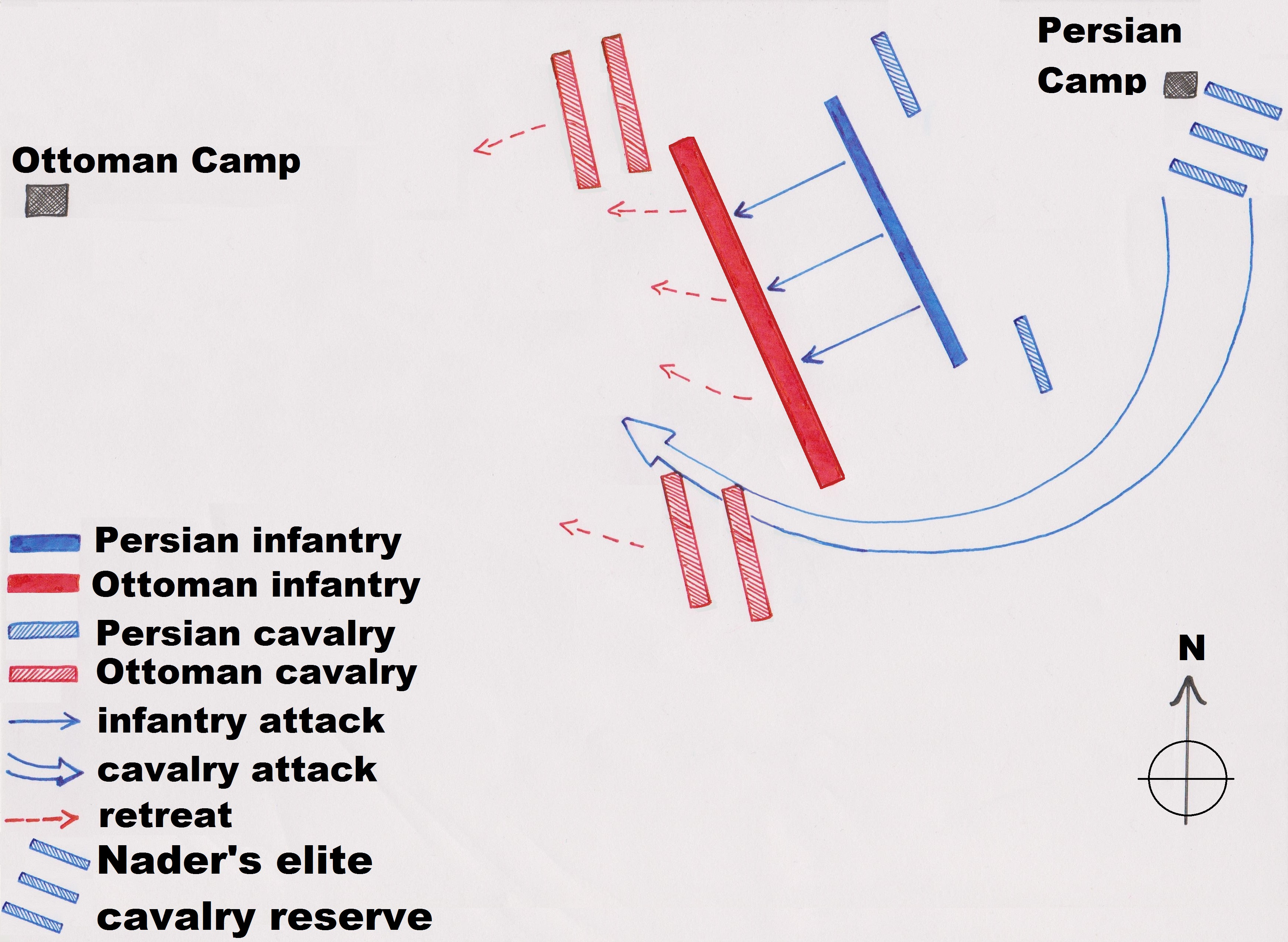
La Batalla de Kars (1745) fue la última gran batalla de campo en la que Nader luchó en su espectacular carrera militar.

Nader decidió entonces castigar a Dagestan por la muerte de su hermano Ebrahim Qoli en una campaña unos años antes. En 1741, mientras Nader cruzaba el bosque de Mazandaran en su camino para luchar contra los dagestanies, un asesino le disparó, pero Nader solo resultó levemente herido. Comenzó a sospechar que su hijo estaba detrás del intento y lo confinó en Teherán. El cada vez peor estado de salud de Nader empeoró su temperamento. Tal vez fue su enfermedad la que hizo que Nader perdiera la iniciativa en su guerra contra las tribus lezguinas de Daguestán. Estas recurrieron a la guerra de guerrillas y los persas pudieron hacer pocos progresos lo cual resultó terriblemente frustante para el sah. Aunque Nader logró apoderarse de la mayor parte de Daguestán durante su campaña, la guerra de guerrillas efectiva desplegada por los lezguinos, pero también por ávaros y laks, hizo que la reconquista iraní de la región del Cáucaso Norte fuera de corta duración; varios años después, Nader se vio obligado a retirarse. Durante el mismo período, Nader acusó a su hijo de estar detrás del intento de asesinato en Mazandaran. Reza Qoli protestó enojado por su inocencia, pero Nader lo cegó como castigo, aunque inmediatamente lo lamentó. Poco después, Nader comenzó a ejecutar a los nobles que habían presenciado el cegamiento de su hijo. En sus últimos años, Nader se volvió cada vez más paranoico y ordenó el asesinato de un gran número de presuntos enemigos.
Con la riqueza que ganó, Nader comenzó a construir una armada. Con madera de Mazandaran, construyó barcos en Bushehr. También compró treinta barcos en India. Con esta flota recuperó la isla de Baréin en poder de los árabes. En 1743, conquistó Omán y su capital Mascate. Ese mismo año, comenzó otra guerra contra el Imperio otomano. A pesar de tener un gran ejército a su disposición, en esta campaña, Nader mostró poco de su antigua brillantez militar. Terminó en 1746 con la firma de un tratado de paz, el tratado de Kerden, en el que los otomanos acordaron dejar a Nader ocupar Náyaf.

## Política interior
Nader cambió el sistema de acuñación iraní. Él acuñó monedas de plata, llamadas Naderi, que eran iguales a la rupia de la india.  Nader suspendió la política de pagar a los soldados en función de la tenencia de la tierra. Al igual que los difuntos safávidas reasentó tribus. Nader Sah transformó a los Shahsevan, un grupo nómada que vive en Azerbaiyán, en una confederación tribal que defendía a Irán contra los vecinos otomanos y rusos. Además, aumentó el número de soldados bajo su mando y redujo el número de soldados bajo control tribal y provincial.  Sus reformas pueden haber fortalecido al país, pero hicieron poco para mejorar la economía en sufrimiento de Irán.

## Muerte y herencia

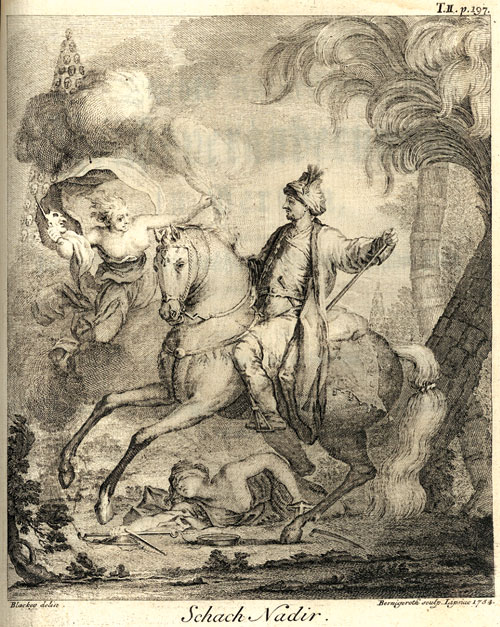
Una visión occidental de Nader en sus últimos años a partir de un libro de Jonas Hanway (1753). El fondo muestra una torre de calaveras.

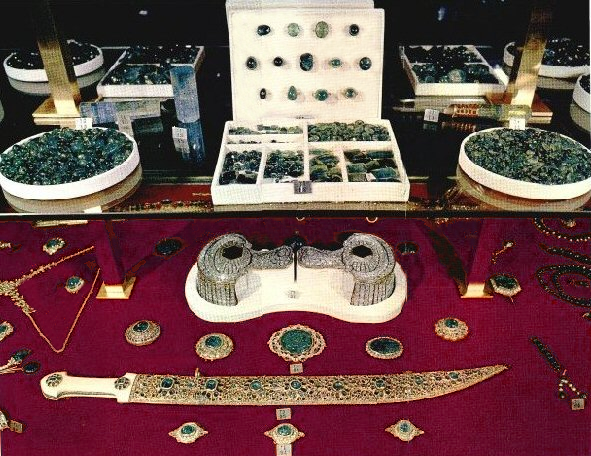
La daga de Nader Sah con una pequeña porción de sus joyas. Ahora parte de las Joyas de la Corona Iraní.

Nader se volvió cada vez más cruel como resultado de su enfermedad y su deseo de recaudar más y más dinero de impuestos para pagar sus campañas militares. Nuevas revueltas estallaron y Nader las aplastó sin piedad, construyendo torres con los cráneos de sus víctimas a imitación de su héroe Timur. En 1747, Nader partió hacia Jorasán, donde tenía la intención de castigar a los rebeldes kurdos. Algunos de sus oficiales temieron que estaba a punto de ejecutarlos y conspiraron contra él. Nader Sah fue asesinado el 20 de junio de 1747, en Quchan. Fue sorprendido en su sueño por Salah Bey, capitán de los guardias, que le apuñaló con una espada. Nader pudo matar a dos de los asesinos antes de morir.
Después de su muerte, fue sucedido por su sobrino Ali Qoli, que se rebautizó como Adil Shah ("rey justo"). Probablemente estuvo involucrado en el plan de asesinato.  Adil Shah fue depuesto después de un año. Durante la lucha entre Adil Shah, su hermano Ibrahim Khan y el nieto de Nader Shahroj casi todos los gobernadores provinciales declararon la independencia, establecieron sus propios estados, y todo el Imperio de Nader Sah cayó en la anarquía. Omán y los kanatos uzbekos de Bujará y Jiva recuperaron la independencia, mientras que el Imperio otomano recuperó los territorios perdidos en el oeste de Armenia y Mesopotamia. Finalmente, Karim Khan fundó la dinastía Zand y se convirtió en gobernante de Irán en 1760. Erekle II y Teimuraz II, quienes en 1744 habían sido nombrados reyes de Kajetia y Kartli respectivamente por el propio Nader por su leal servicio, capitalizaron la erupción de la inestabilidad, y declararon la independencia de facto. Erekle II asumió el control de Kartli después de la muerte de Teimuraz II, unificando ambos como reino de Kartli-Kajetia, convirtiéndose en el primer gobernante georgiano, después de tres siglos, en regir una Georgia oriental políticamente unificada, y debido al giro frenético de los acontecimientos en Irán continental, logrará mantener su autonomía hasta el advenimiento de la dinastía Qajar. El resto de los territorios iraníes en el Cáucaso, que comprenden Azerbaiyán, Armenia y Daguestán, se separaron en varios kanatos. Hasta el advenimiento de los Zands y Qajars, sus gobernantes fueron autónomos. En el lejano oriente, Ahmad Shah Durrani ya había proclamado la independencia, marcando los cimientos del Afganistán moderno. Irán finalmente perdió Baréin en la casa de Al Jalifa durante la invasión de Bani Utbah en 1783.
Nader Sah era bien conocido por el público europeo de la época. En 1768, Cristián VII de Dinamarca encargó a sir William Jones que tradujera al francés una biografía en lengua persa de Nader Sah escrita por su ministro Mirza Mehdi Khan Astarabadi, fue publicada en 1770 como Histoire de Nadir Chah. La campaña india de Nader alertó a la Compañía Británica de las Indias Orientales de la extrema debilidad del Imperio mogol y de la posibilidad de expandirse para llenar el vacío de poder. Sin Nader, «finalmente los británicos [en la India] habrían llegado después y en una forma diferente, tal vez como nunca, en absoluto, con importantes efectos globales».
| Predecesor: Abbás III | Shah 1736-1747 | Sucesor: Adel Shah |